# Marumba poliotis
Marumba poliotis är en fjärilsart som beskrevs av George Francis Hampson 1907. Marumba poliotis ingår i släktet Marumba och familjen svärmare. Inga underarter finns listade i Catalogue of Life.